# رحيم إدواردز
رحيم إدواردز (بالإنجليزية: Raheem Edwards) هو لاعب كرة قدم كندي في مركز الوسط، ولد في 17 يوليو 1995 في تورونتو في كندا. شارك مع منتخب كندا تحت 23 سنة لكرة القدم ومنتخب كندا لكرة القدم. أما مع النوادي، فقد لعب مع إمباكت مونتريال وشيكاغو فاير ونادي تورونتو.

## وصلات خارجية
- رحيم إدواردز على موقع الدوري الأمريكي (الإنجليزية)
- رحيم إدواردز على موقع قاعدة بيانات كرة القدم.إي يو (الإنجليزية)
- رحيم إدواردز على موقع ناشيونال فوتبول تيمز (الإنجليزية)
- رحيم إدواردز على موقع Soccerbase.com (لاعب) (الإنجليزية)
- رحيم إدواردز على موقع Soccerway.com (الإنجليزية)
- رحيم إدواردز على موقع عالم كرة القدم.نت (الإنجليزية)